# GRS V10R '20
El GRS V10R '20 es el monoplaza oficial de la competición virtual V10 R-League, pensado para su temporada 2020.
No cuenta con las restricciones de regulaciones del mundo real, pesa 700 kg y puede registrar velocidades de más de 350 km/h impulsado por un motor V10, sin control de tracción.
Cuenta con 900 bhp (brake horsepower), que convertido a caballos de vapor son unos 912 CV y va a 19.000 rpm.
Tarda en pasar 0 a 100 km/h en tan solo dos segundos.